# Bundesrat (Germania)

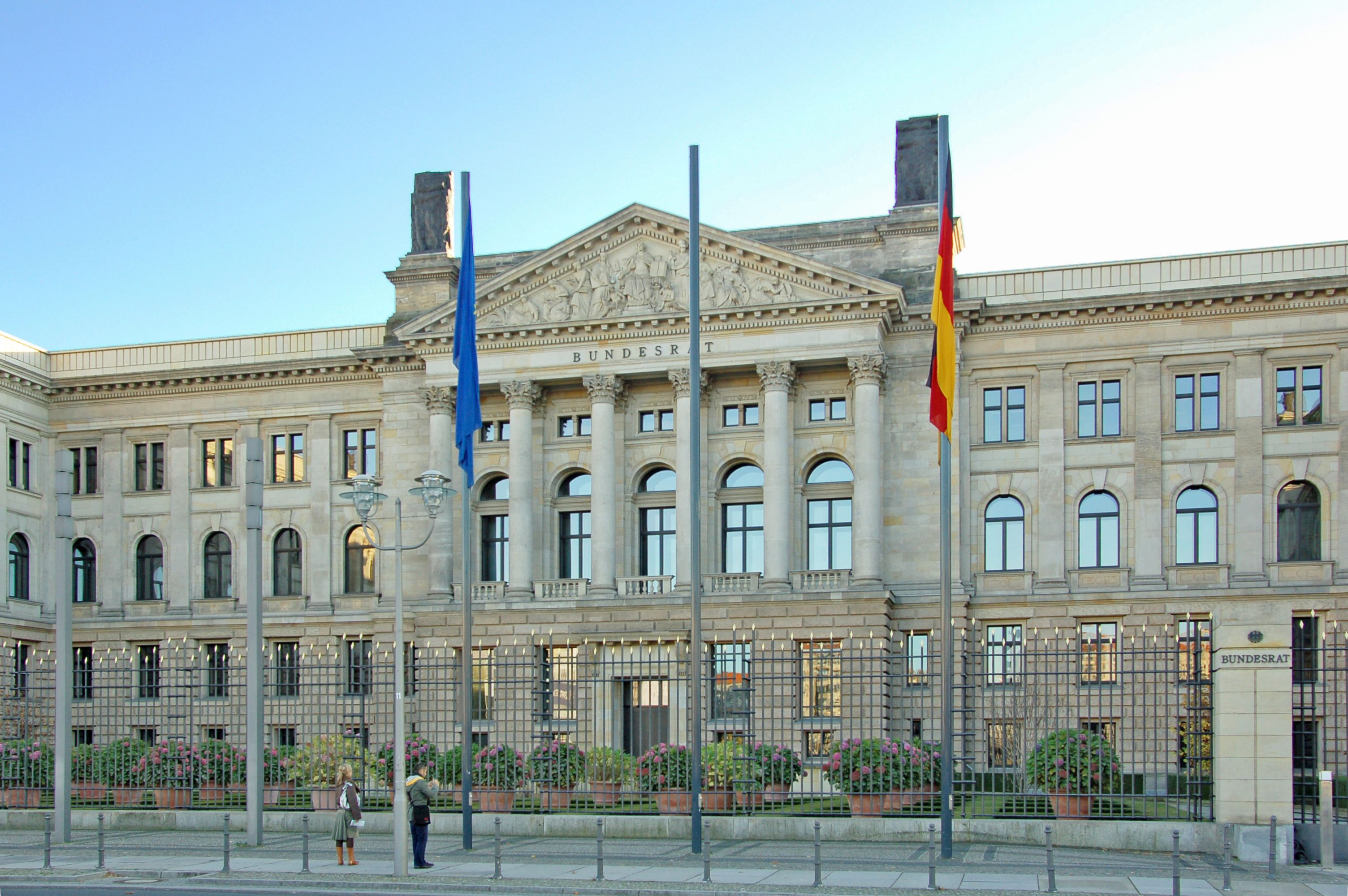
Sediul Bundesratului, Berlin

Bundesratul este un organ constituțional al Republicii Federale Germania în care sunt dezbătute chestiunile care privesc interesele celor 16 landuri constitutive ale republicii. Sediul bundesratului se află la Berlin.
Bundesratul este un organ constituțional legislativ, prin care landurile participă activ la emiterea de legi și la administrația federației („Bund”), precum și la chestiunile legate de Uniunea Europeană. Fiecare land este reprezentat în bundesrat prin membrii guvernului său (persoane care sunt numite, nu alese). În acest fel bundesratul este o expresie concretă a federalismului german, care conform constituției germane („Grundgesetz") are un caracter veșnic și nu are voie să fie schimbat prea mult, și în plus nu are voie în nici un caz să fie desființat.
Pe anumite domenii importante bundesratul trebuie să aprobe legile (sau să le trimită înapoi la bundestag pentru ameliorare). Mai exact, proiectele de legi din aceste domenii trebuie mai întâi să fie hotărâte în bundestag, apoi aprobate și de bundesrat. În caz de divergențe se apelează la Comisia de Mediere, Vermittlungsausschuss. La sfârșit, pentru a intra în vigoare, mai este necesară și semnătura președintelui statului.
Orice lege intrată în vigoare poate fi supusă ulterior verificării din partea Curții Constituționale Federale, Bundesverfassungsgericht, în Karlsruhe. În caz că aceasta decide că legea contravine constituției Germaniei, Grundgesetz, legea trebuie modificată corespunzător în decursul unui timp limitat, dar fără a ieși din vigoare.